# Kaijō Ho'an-chō

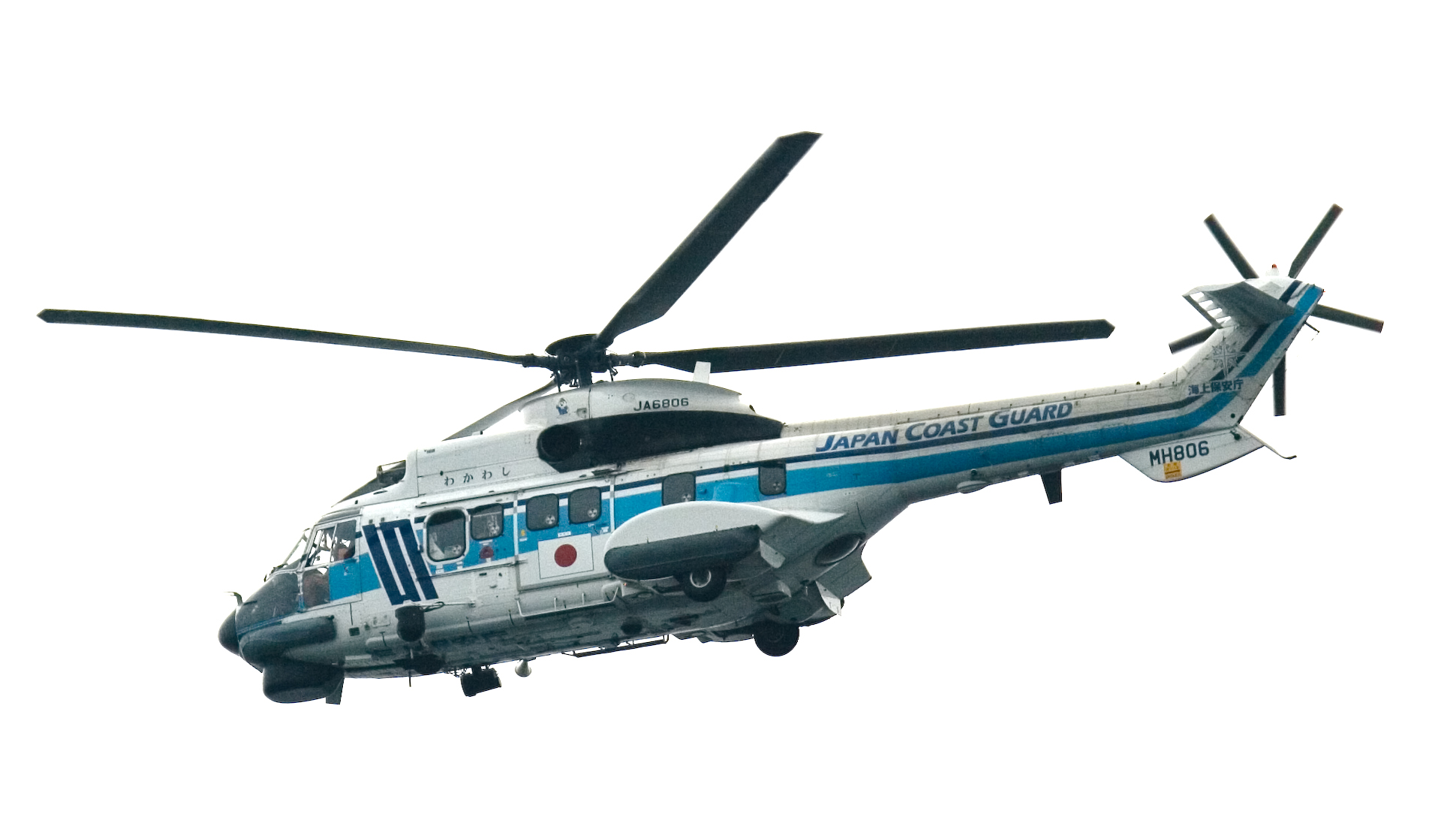
Un Eurocopter AS322 Super Puma della Guardia costiera giapponese in volo sulla baia di Tokyo.

La Kaijō Ho'an-chō (in lingua italiana: Guardia costiera giapponese) è l'organismo alle dipendenze del Ministero del territorio, infrastrutture e trasporti, cui compete la salvaguardia della vita umana ed il coordinamento di ricerca e salvataggio (SAR) in mare, nonché la gestione amministrativa, la sicurezza della navigazione, la difesa delle acque territoriali e della zona economica esclusiva giapponese.

## Storia
Fondata nel 1948 come Maritime Safety Agency, già nel 1950, durante la guerra di Corea, la Maritime Safety Agency inviò i propri dragamine in missione presso la penisola coreana, sotto bandiera delle Nazioni Unite.
Nell'aprile del 2000, abbandonò la vecchia denominazione per assumere quella attuale di Japan Coast Guard..
Il 22 dicembre 2001, un'unità della Guardia costiera giapponese intercettò tra l'isola di Kyūshū e la Cina, all'interno della propria zona economica esclusiva, un battello battente bandiera della Repubblica popolare cinese, sospettato di essere in realtà di origine nord-coreana.
Non ricevendo risposta radio alle sollecitazioni della JCG, ne risultò uno scambio di colpi di arma da fuoco, che fecero affondare nelle acque della zona economica esclusiva cinese il battello sospetto, con tutto il suo equipaggio.
L'imbarcazione fu successivamente recuperata dalla Guardia costiera giapponese e, al suo interno, furono rinvenute armi ed equipaggiamenti per lo spionaggio.
Il relitto ed il suo equipaggiamento è ora in mostra presso il Museo della Guardia costiera giapponese di Yokohama.

## Flotta
All'aprile 2020 la flotta si compone di 473 tra navi ed imbarcazioni, così suddivise:
- 17 Pattugliatori PLH-type (Patrol vessel Large with Helicopter) classe Reimei da 6.500 t[6]
- 49 Pattugliatori PL-type (Patrol vessel Large) classe Oki da 1.500 t[6]
- 38 Pattugliatori PM-type (Patrol vessel Medium) classe Sorachi da 650 t[6]
- 36 Pattugliatori PS-type (Patrol vessel Short) classe Shinzan da 195 t[6]
- 1 Nave FL-type (Fire fighting boat Large) da 195 t[6]
- 69 Motovedette PC-type (Patrol Craft) classe Suganami da 64 t[6]
- 169 Motovedette CL-type (Patrol Craft) classe Satsukaze da 26 t[6]
- 3 Radioactivity-Monitoring boats[6]
- 2 Guard Craft[6]
- 66 Surveillance Service Boats[6]
- 6 Navi oceanografiche HL-type (Hydrographic survey vessel Large)[6]
- 8 Navi oceanografiche HS-type (Hydrographic survey vessel Small)[6]
- 3 LM-type (Lighthouse service vessel Medium)[6]
- 3 LS-type (Lighthouse service vessel Small)[6]
- 3 Navi scuola[6]

## Mezzi aerei
Sezione aggiornata annualmente in base alla pubblicazione ufficiale della Japan Coast Guard del corrente anno. Tale annuario non contempla eventuali incidenti accorsi durante l'anno della sua pubblicazione. Modifiche giornaliere o mensili che potrebbero portare a discordanze nel tipo di modelli in servizio e nel loro numero rispetto a JCG, vengono apportate in base a siti specializzati, periodici mensili e bimestrali. Tali modifiche vengono apportate onde rendere quanto più aggiornata la tabella.
| Aeromobile                           | Origine        | Tipo                                     | Versione (denominazione locale)    | In servizio (2023) | Note | Immagine |
| Aerei per impieghi speciali          |                |                                          |                                    |                    | |          |
| Bombardier DHC-8 Shimataka           | Canada         | aereo da pattugliamento marittimo        | DHC-8-315Q                         | 8                  | 9 DHC-8-315Q ricevuti a partire dal 19 febbraio 2009. Uno dei nove esemplari in servizio a è stato perso in un incidente il 2 gennaio 2024. |          |
| Gulfstream V Umiwashi                | Stati Uniti    | aereo da pattugliamento marittimo        | G.V                                | 2                  | 2 G.V ricevuti a partire dal 7 gennaio 2005. |          |
| Saab 340 Hayabusa                    | Svezia         | SAR                                      | SB.340B Plus                       | 4                  | 4 Saab 340B da pattugliamento marittimo e SAR consegnati a partire dal 28 luglio 1997. |          |
| Beechcraft B350 Umikamome            | Stati Uniti    | SAR                                      | B350                               | 10                 | 11 B350 ricevuti a partire dal 24 marzo 1999. |          |
| Aeromobili a pilotaggio remoto - UAV |                |                                          |                                    |                    | |          |
| General Atomics MQ-9 SeaGuardian     | Stati Uniti    | UAV                                      | MQ-9B                              | 2                  | 2 MQ-9B SeaGuardian selezionato ad ottobre 2020. Il primo esemplare è entrato in servizio il 19 ottobre 2022. |          |
| Aerei da trasporto                   |                |                                          |                                    |                    | |          |
| Dassault Falcon 2000 Churataka       | Francia        | aereo da trasporto                       | Falcon 2000EX                      | 6                  | 6 Falcon 2000 ricevuti a partire da marzo 2019. |          |
| Cessna 172 Amatsubame                | Stati Uniti    | aereo da trasportoaereo da addestramento | C 172S                             | 5                  | 5 C 172S ricevuti a partire dal 1 marzo 2018. |          |
| Elicotteri                           |                |                                          |                                    |                    | |          |
| Airbus H225 Inuwashi                 | Unione europea | SAR                                      | AS 332L1 UmitakaH225 Inuwashi      | 215                | 4 AS 332L1 Super Puma ricevuti dal 4 aprile 2001. 15 H225 ordinati con consegne iniziate con la versione EC 225LP dal 28 marzo 2008 e terminate a febbraio 2024 con la consegna del quindicesimo esemplare. Ulteriori 3 H225 ordinati ad aprile 2024 hanno portato il numero degli ordini a 18 elicotteri. |          |
| AgustaWestland AW139 Okitaka         | Italia         | SAR                                      | AW139                              | 19                 | 19 AW139 ricevuti a partire dal 31 marzo 2008. |          |
| Sikorsky S-76 Shimawashi             | Stati Uniti    | SAR                                      | S-76C ShimafukurouS-76D Shimawashi | 312                | 6 S-76C ricevuti a partire dal 10 febbraio 1995. Ulteriori 12 S-76D ricevuti a partire dal 25 febbraio 2015. |          |
| Bell 412 lsetaka                     | Stati Uniti    | SAR                                      | Bell 412HP                         | 40                 | 8 Bell 412HP ricevuti a partire dal 1 ottobre 1993. 1 Bell 412EPX ordinato a giugno 2022. |          |
| Bell 505 Oruri                       | Stati Uniti    | elicottero utility                       | Bell 505                           | 4                  | 4 Bell 505 ricevuti a partire dal 27 marzo 2018. |          |

### Aeromobili ritirati
- Bell 47 - 15 esemplari (1953-1992)[7]
- Sikorsky H-19 Chickasaw - 4 esemplari (1953-1974)[7]
- Beechcraft 18 - 11 esemplari (1956-1981)[7]
- Sikorsky S-58 - 3 esemplari (1958-1974)[7]
- Cessna 185 - 2 esemplari (1961-1977)[7]
- Sikorsky S-62 - 1 esemplare (1967-1982)[7]
- NAMC YS-11 - 2 esemplari (1961-1977)[7]
- Bell 206B JetRanger II - 4 esemplari (1973-1996)[7]
- Bell 212 - 38 esemplari (1973-2016)[7]
- Short Skyvan - 2 esemplari (1975-1997)[7]
- Cessna 206 - 1 esemplare (1977-2015)[7]
- Beechcraft King Air B200 - 17 esemplari (1970-2011)[7]
- Kawasaki Hughes KH-369HS - 2 esemplari (1979-1993)[7]
- Dassault Falcon 900 - 2 esemplari (1989-2020)[7]
- Bell 206B JetRanger III - 4 esemplari (1991-2019)[7]

## Galleria d'immagini

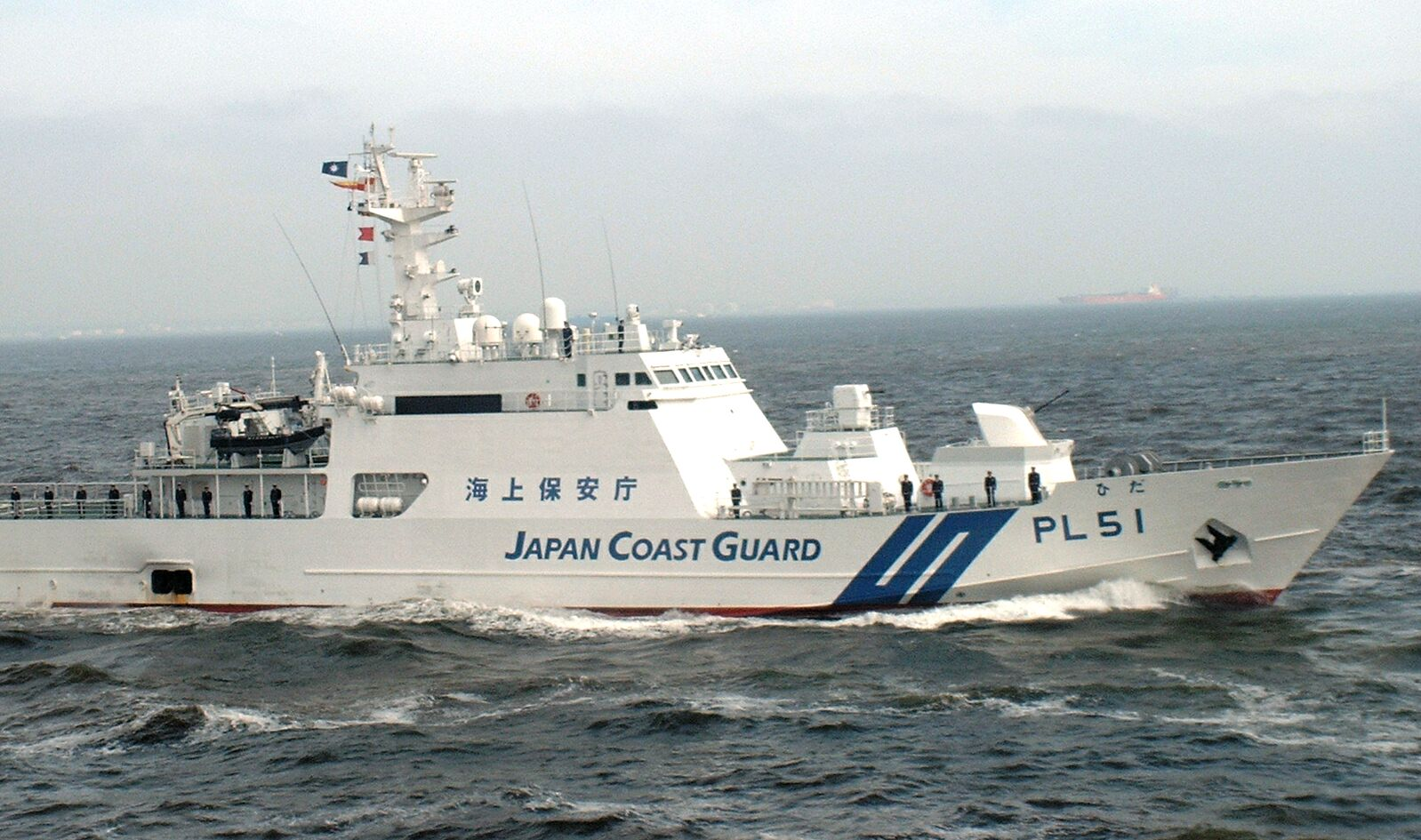
PL51 Hida
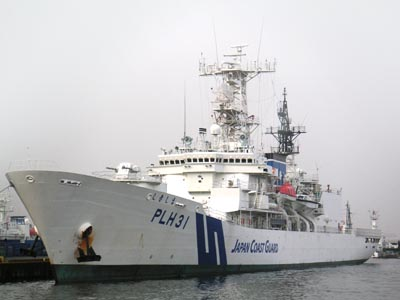
PLH31 Shikishima
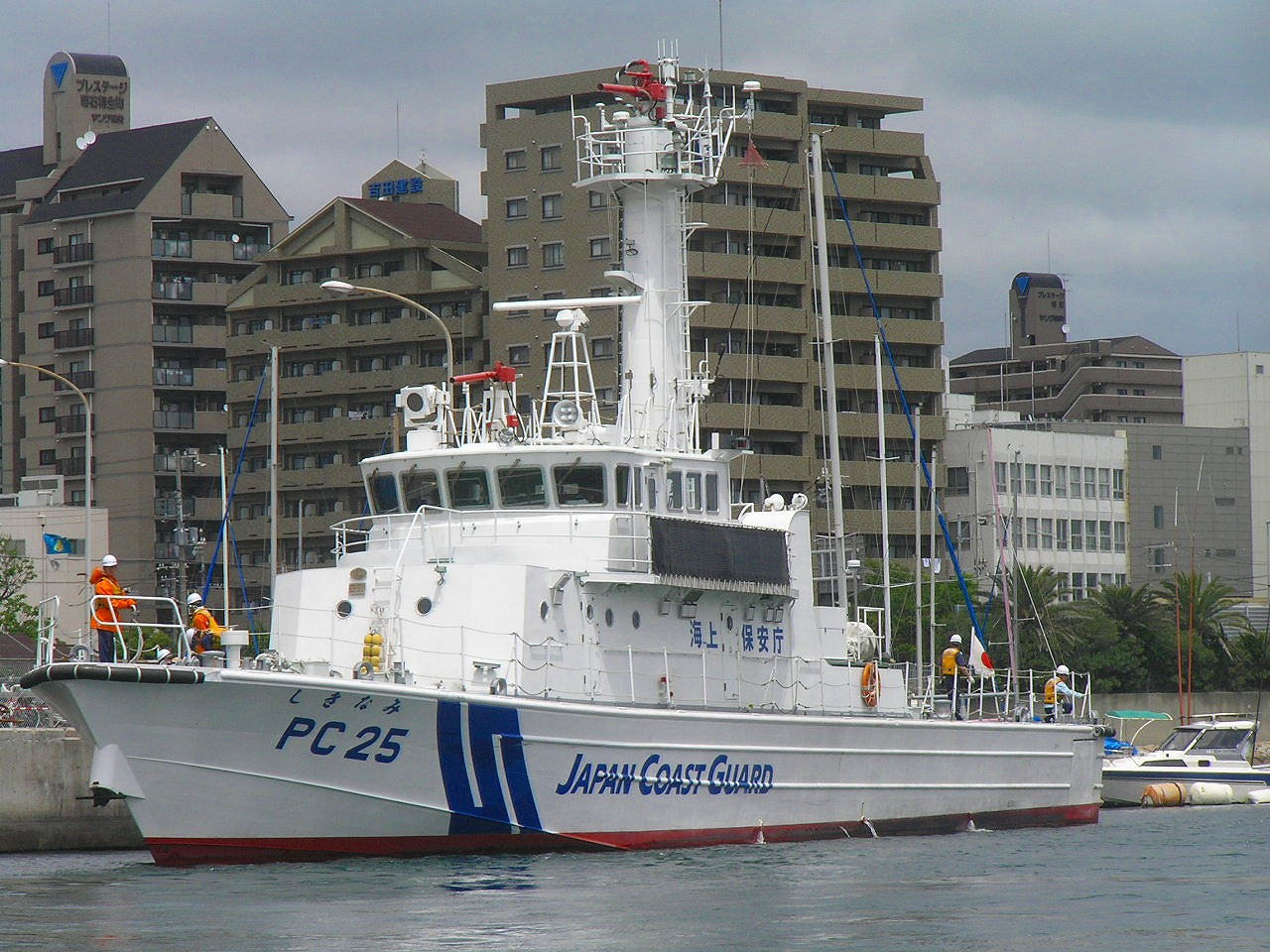
PC25
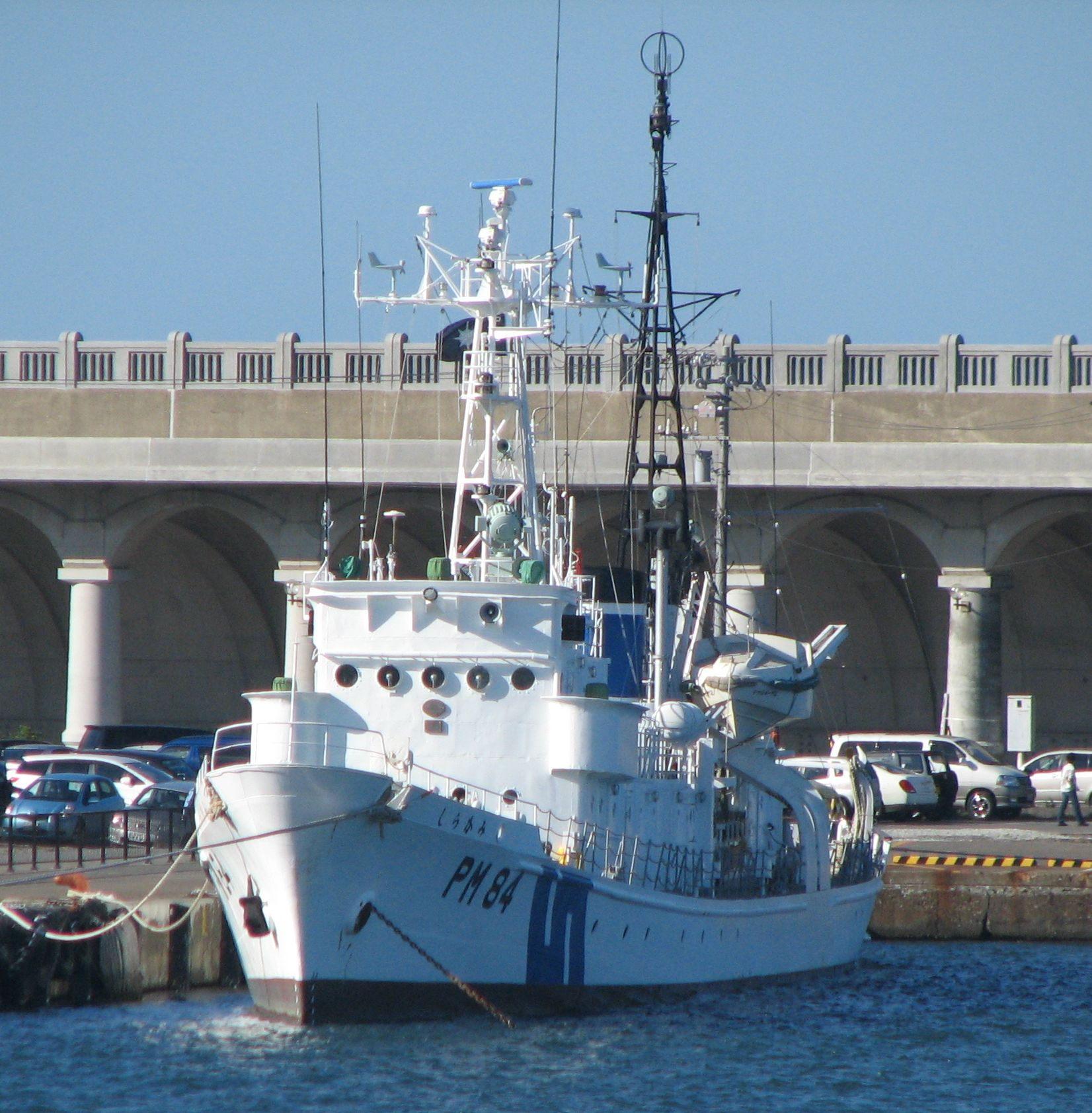
PM84 Shirakami

## Regioni operative

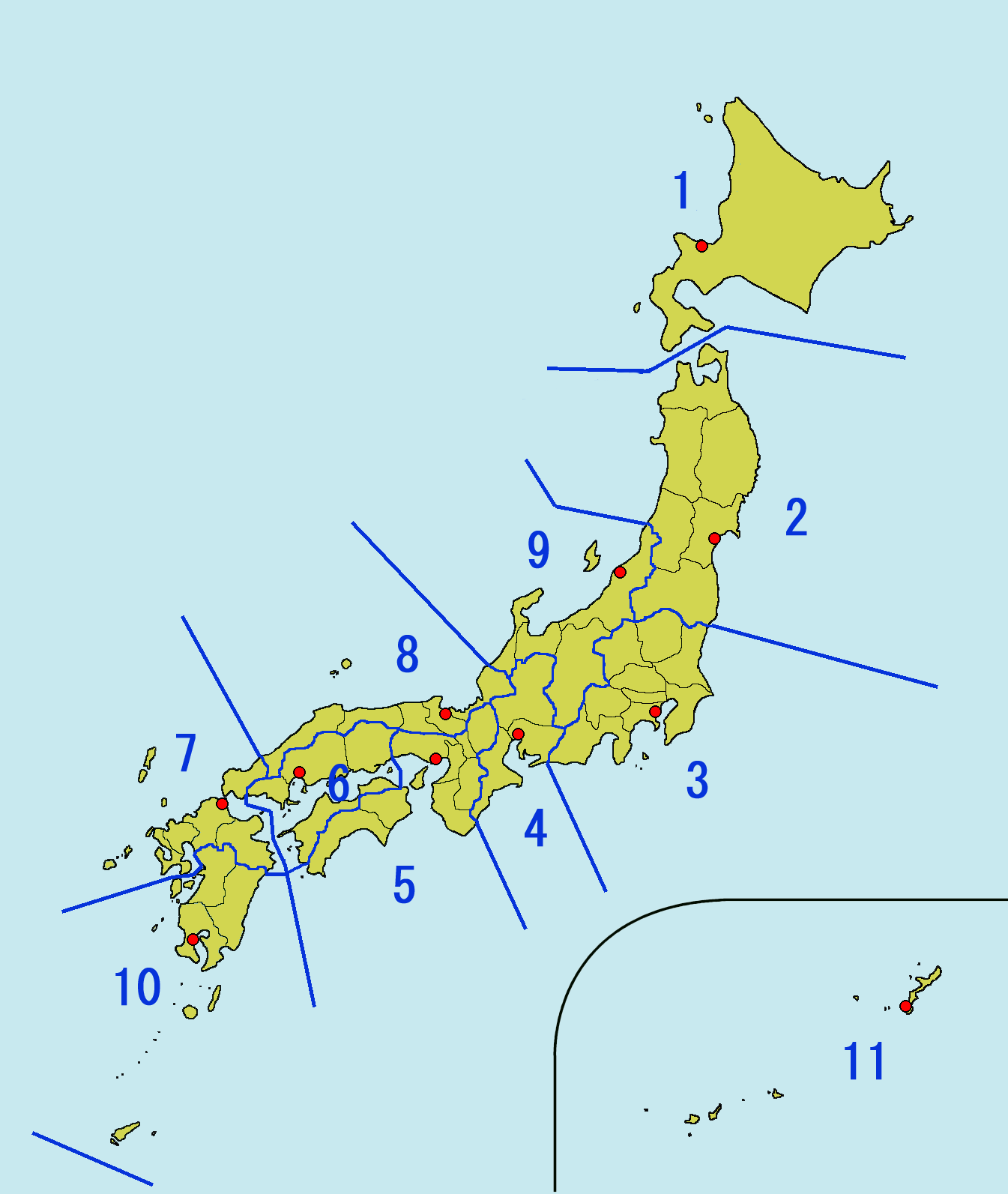
La mappa di suddivisione della giurisdizione fra le 11 regioni costiere.

Acquartierata a Tokyo, la JCG ha suddiviso la nazione in undici regioni per facilitare le proprie operazioni costiere. Ogni regione mantiene un Quartier Generale della Guardia Costiera, alle cui dipendenze si trovano vari uffici costieri, stazioni aeree, osservatori idrografici e centri che espletano il servizio di avviso del traffico marittimo.
- 1ª Regione: Otaru, Hokkaidō (incluse le isole Curili meridionali)
- 2ª Regione: Shiogama, Miyagi
- 3 Regione: Yokohama
- 4ª Regione: Nagoya
- 5ª Regione: Kōbe
- 6ª Regione: Hiroshima
- 7ª Regione: Kitakyūshū
- 8ª Regione: Maizuru, Kyoto
- 9ª Regione: Niigata, Niigata
- 10ª Regione: Kagoshima
- 11ª Regione: Naha, Okinawa (incluse le isole Senkaku)